# Mher Hovhanisian
Mher Hovhanisian (Armeens: Մհեր Հովհաննիսյան) (Gjoemri, 25 september 1978) is een Belgisch schaker van Armeense afkomst. Hij is sinds 1998 Internationaal Meester (IM) en sinds 2018 (FIDE-congres in Batoemi) internationaal grootmeester (GM). 
Hij werd kampioen van Vlaanderen in 2004, 2005 en 2006. Hij is vijfvoudig Belgisch kampioen (2009, 2010, 2015, 2017, 2018). Hij is ook een regelmatig deelnemer van landentornooien voor België.
Hovhanisian speelt bij NLS Lommel als volwaardig lid.